# 삼국 시대 (중국)
중국의 "삼국 시대는 조위(曹魏), 촉한(蜀漢), 동오(東吳)가 경쟁하던 시기로, 한(漢) 왕조의 멸망 이후인 서기 220년부터 280년까지 중국을 지배하였다. 이 시기는 후한(東漢) 왕조에 이어 시작되었고, 서진(西晉)의 사마염에 의해 종결되었다. 학계에서는 보통 조위가 건국된 220년을 시작점으로, 진(晉)이 오(吳)를 정복한 280년을 종점으로 삼아 삼국 시대를 구분한다. 삼국 이전인 184년부터 220년까지는 한의 권위가 무너지며 전국적으로 군웅할거와 내전이 벌어졌던 혼란의 시기였다. 반면 220년부터 263년까지는 조위, 촉한, 동오 간에 비교적 안정된 삼국 균형 체제가 유지되었다. 이러한 안정은 263년 조위가 촉을 정복하면서 깨졌고, 이어 266년 진이 조위를 찬탈하고 최종적으로 280년 진이 오를 멸망시킴으로써 삼국 시대는 막을 내렸다.
한 왕조의 붕괴와 삼국 시대 전반은 중국 역사상 가장 위험한 시기 중 하나로 평가되는데, 이는 여러 차례의 전염병, 극심한 기근, 그리고 내전이 겹쳤기 때문이다. 진이 삼국을 통일한 뒤인 280년에 실시한 전국 인구 조사에 따르면 총 2,459,840 가구, 인구 16,163,863명이 집계되었는데, 이는 한나라 시기 기록된 10,677,960 가구와 56,486,856명에 비하면 극히 적은 수치이다. 물론 이 인구 조사는 당시의 여러 복합적인 사정으로 인해 정확하지 않았을 가능성이 있으나, 진은 가능한 모든 인구를 파악하려는 시도를 하였다.
이 시기 동안 기술은 상당한 진보를 이루었다. 촉한의 승상 제갈량은 ‘목우(木牛)’라 불리는 장치를 고안했는데, 이는 초기 형태의 외바퀴 수레(일륜차)로 여겨지며, 연노(반복 쇠뇌)의 개량에도 기여했다. 조위의 기계기술자 마준(馬鈞)은 전대의 과학자 장형(張衡)에 비견될 인물로 평가되며, 위 명제(魏明帝)를 위해 수력으로 작동되는 인형극 무대를 만들고, 낙양의 정원에 관개용 사각 양두 펌프를 설치했으며, 차동 기어를 이용한 ‘지남차(指南車)’라는 비자기성 방향 지시 장치를 고안하였다.
이 시기의 권위 있는 역사 기록은 진(晉)의 진수(陳壽)가 약 290년에 집필한 『삼국지(三國志)』이며, 이후 429년에 배송지(裴松之)가 주석을 붙여 보완한 것이 전한다. 삼국 시대는 역사적으로는 비교적 짧은 시기였지만, 동아시아 문화권에서는 끊임없이 낭만화되고 재현되었다. 민간 설화와 연극, 고전 소설뿐만 아니라 현대의 영화, 드라마, 비디오 게임에서도 반복적으로 다루어졌다. 가장 유명한 허구적 재구성은 명나라 시기 나관중(羅貫中)이 쓴 역사소설 『삼국지연의(三國志演義)』이다.

## 역사

### 황건적의 난
후한은 화제의 재위기 이후부터 눈에 띄게 쇠퇴하기 시작했으며 내.외부적으로 수많은 해결하기 어려운 문제들에 부딪치게 되었다. 많은 황제들이 최소한의 판단력도 갖추지 못한 어린 나이에 재위에 올랐으며 황제권은 외척의 전유물이 되었다. 황제들이 성년에 이르러도 외척들은 권력을 내주길 꺼려했기 때문에, 황제는 권력을 찾기 위해 환관들에게 의지할 수 밖에 없었다. 결국 한나라 최후의 100년은 환관과 외척 간의 궁중 정쟁이 잠시도 쉬지 않고 이어진 시대였으며 이 100년 간 후한 정부는 사태를 개선하기 위한 어떤 노력도 보여주지 못하였다.
반면 지방에서는 관료직을 독점하고 무너진 중농층들을 농노로 거둬들이며 대지주가 된 호족세력들이 실력자로 등장한지 오래였다. 이들은 각자 긴밀한 학연, 지연, 혈연으로 서로 묶여 있었으며 이들의 협조없이 지방을 통치하는 것은 사실상 불가능하였으며 모든 관직들을 이들 호족들이 독점했던 만큼 정부 관료의 수준은 갈수록 저하되었고 유능하지만 명문가 출신이 아니라 출세의 길이 막혀 버린 야심가들은 정부에 대한 불만 세력으로 변해갔다.
대외 요건도 좋지 않았는데 이 시기 즈음부터 시작된 소빙하기 현상으로 점차 농업 생산력이 감소하였으며 악화되는 기후를 피해 중국으로 이주하려는 이민족들이 빈번한 침입으로 안보 위협도 계속 높아지는 추세였다. 후한이 아직 건재할 때에도 이미 흉노족이 중원의 중앙인 황거강까지 습격해 들어오는 일이 빈번했으며 서쪽의 강족. 저족은 이미 반 독립세력을 갖추어 중앙정부의 통제를 벗어난지 오래였다. 이들을 통제하기 위해선 더 많은 군대를 변방에 배치해야 했지만 이미 자영농이 몰락해 버린 후한은 그럴 돈도 인력도 부족했고 결국은 가난한 빈농 혹은 변방의 반 이민족들을 용병으로 사용하는 가장 쉬운 길은 택했다. 비슷한 실수를 저지른 로마제국과 마찬가지로 결국 후한 역시 결국은 사병으로 전락한 이들 용병들로 인해 엄청난 재앙을 겪게 된다.
이러한 후한의 침체기는 환제와 영제의 대에 이르자 극에 달했다. 황제를 좌지우지 하는 환관들과 관료조직을 장악하고 있던 호족 지식계급 간의 갈등은 극에 달했는데, 환관들은 대표적인 명문 호족들을 관직에서 추방하는 일명 당고의 금으로 맞섰다. 단 이런 억압적인 대책은 일시적인 것일 뿐이었는데 아무리 환관들이 중앙정부를 장악하고 있다고 해봤자 이미 지방권력과 지식 패러다임을 장악하고 있는 호족들 없이 국가를 운영하는 것은 불가능했기 때문이다. 당고의 금은 당장은 환관의 승리로 보였지만 실제로는 이 시대의 대표 기득권이 정권을 본격적으로 불신임하는 신호탄이었던 것이다.
이런 흉흉한 분위기 속에서 184년 2월, 도교적 교단 태평도의 지배자였던 장각이 형제였던 장보와 장량과 함께 정부를 상대로 황건적의 난을 일으켰다. 장각은 뛰어난 조직력과 상상력의 갖춘 인물이었으며 의지할 곳이 없었던 빈농들을 도교 사상을 종교적으로 덧칠하고 민간 공동체를 제공하는 방법으로 사로잡았다. 이는 중국 역사 상 최초의 종교 반란이기도 하였다.
난은 급속도로 퍼져 수십만에 이르렀고, 중국 곳곳에서 많은 지지를 받았다. 그들은 36개의 요새를 가지고 있었고, 큰 요새는 만명 이상, 작은 요새는 6~7천명 정도의 군사를 가져 규모만 놓고 보면 한나라 공식 군대보다도 더 규모가 컸다. 그들은 "창천이사 황천당립 세재갑자 천하대길(蒼天已死 黃天當立 歲在甲子 天下大吉: 푸른 하늘이 죽고 노란 하늘이 일어나니, 갑자년에 천하가 크게 길해지리라)"라는 구호를 내세웠다. 당황한 한나라는 당고의 금을 해제하고 지방의 호족들에게 무장을 하고 황건적에게 대응해 줄 것을 요청하였다. 또한 각지의 실력과 야망은 있으나 신분이 미천해 빛을 발하지 못하고 있던 숨은 잠룡들도 바로 이 때를 계기로 처음으로 역사의 무대에 등장하게 된다. 삼국지연의는 바로 이 시점부터 시작된다. 황건적은 결국 패배하고 중국 각지로 흩어졌지만, 제국의 혼란스러운 상황때문에 살아남아 각지에서 도적으로 살아갔고, 이로 인해 시대의 혼란은 더욱 커졌다.
중국 곳곳으로 퍼진 도적떼들을 다 처리할 능력이 한나라 군대에는 없었다. 188년, 유언은 지방관들이 직접 그 지방을 통치할 수 있게 해달라 영제에게 건의했고, 영제는 이를 받아들였다. 이로써 기존에는 제한된 행정권만을 가지고 있었던 지방관들이 사실상 자기 관할지역의 전권을 차지하게 되었으며 이는 도적에 대한 대응에 있어서는 효율적이었으나 야심을 품은 지방관들이 결국엔 군벌화 하면서 중국의 혼란은 더욱 가속되었다.

### 권력을 잡은 동탁
이듬해에 영제가 죽자 한나라의 조정은 황제가 교체될 때마다 언제나 그랬듯이 외척과 환관 간의 싸움터가 되었다. 환관 건석은 외척이었던 대장군 하진을 죽이고 왕세자자리에 올라있던 유변을 대신해 유협을 왕세자로 바꿀 계획을 세웠으나 실패로 돌아갔다. 유변은 황제가 되어 소제가 되었고, 하진은 당시 대표적인 명문집안이었던 원씨 일가의 젊은 동량이었던 원소와 함께 그 당시 정권을 잡고 있던 장양이 수장으로 있던 환관 무리 십상시를 제거할 계획을 꾸몄다. 하진은 또한 양주의 동탁과 병주의 정원에게 병력을 보낼 것을 명했다. 그러나 십상시는 이를 알아차렸고, 동탁이 낙양에 도착하기 전에 하진을 암살했다. 그러자 원소는 궁을 급습해 십상시와 2,000여명의 환관들을 살해했다. 이로써 외척들과 환관들의 긴 싸움은 끝났지만 이는 중앙정부의 몰락과 군벌 들간의 전쟁이라는 훨씬 심각한 혼란의 시대를 열었다.
하진을 부름을 받고 진군해 온 동탁은 수도 인근에서 이러한 정국을 살피고 있다가 수도가 혼란에 빠지자 갑작스럽게 행동에 나서 황제의 신변을 차지하고 정권을 훔친다. 당시 중국은 북서쪽 국경에서 창족과 전쟁중이었고, 이로 인해 동탁은 당시 중국에서 가장 잘 훈련된 군대를 사병으로 가지고 있었다. 동탁은 순식간에 수도를 장악했고 하진이 죽어 머리를 잃은 중앙군마저 황제의 권위를 이용해 장악하였다. 마지막으로는 정원이 이끌던 병주군을 군내 2인자였던 여포를 꼬득여 정원을 죽이게 하는 방법으로 흡수해 버리니 더 이상 동탁에 대항할 수 있는 자는 존재하지 않게 되었다. 이후 그는 소제를 강제로 폐위시키고 유협을 헌제로 즉위시킨 뒤 새 황제의 후견인을 자처했다.
동탁은 처음에는 한나라의 권위를 세우고 정치적 문제를 해결하려고 했다. 하지만 힘과 카리스마로 문제를 해결할 수 있었던 변방의 군벌로써는 뛰어났을지언정 훨씬 더 교묘한 조종 능력이 요구되는 정치가로써는 낙제 수준이었다. 그의 행동은 점차 폭력적이고 권위적으로 변했으며, 그에 반대하는 사람을 모두 처형하거나 멀리 유배를 보냈고, 황제에 대한 존경 역시 점차 없어졌다. 그는 왕실의 예절을 모두 무시했으며, 궁궐에 무기를 가지고 다녔다.
이에 대한 반발로 동탁을 피해 도주했던 원소의 주도 하에 190년에 반동탁 연합군이 조직되었다. 191년 5월, 손견에게 패배해 휘하 부하 중 화웅을 잃는 등 상황이 악화되었으며 계속된 패배에 결국 동탁은 헌제를 데리고 장안으로 도망쳤다. 도주하는 과정에서 동탁은 낙양에 살던 수백만의 거주자들을 장안으로 강제이주 시키면서 그의 정치적 무능을 다시 한번 보여줬다. 그는 반동탁 연합군이 낙양을 점령하지 못하게 낙양을 불태웠고 결국 그 당시 중국에서 가장 큰 도시를 불태우는 일을 저질렀다. 게다가 그는 군사들에게 지나가면서 보이는 마을의 주민들을 학살하라는 명령을 했다. 군사들은 주민들의 목을 베어 장안으로 가져왔고 이를 전쟁에 승리한 것처럼 보이게 하는 전리품으로 사용했다. 끊임없는 폭정 끝에 동탁은 왕윤과 여포의 쿠데타에 의해 목숨을 잃게 되었다.

### 조조의 대두
191년, 연합군 사이에서는 황실의 친척이었던 유우를 황제로 추대하려는 움직임이 있었고 점점 연합군이 와해되기 시작했다. 몇몇 군주들을 제외한 나머지 연합군주들은 한나라의 재건보다는 자신의 힘을 더 강화시키는 데 관심이 있었다. 결국 중국은 수많은 야심가들이 각각 한 조각 씩 땅을 차지하고 패권을 다투는 군웅할거의 시대로 진입하게 되었다. 원소는 업의 북쪽 지역을 그의 상관이었던 한복으로부터 빼앗아 차지했으며 십상시를 제거했고 동탁에 맞서면서 쌓은 정치적 위명과 특유의 뛰어난 정치력으로 빠르게 세력을 키워갔다. 북쪽 국경지대에는 강력한 기병을 거느리고 있어 군사력만 놓고 보면 동탁 이상이었던 공손찬이 버티고 있었다. 장양은 갈 곳 잃은 유랑민들을 모아 백만 명에 가까운 흑산적을 조직했다. 원씨 집안의 적통 후계자였던 원술은 당시 중국에서 가장 부유했던 남양 일대에서 엄청난 부를 축적하였으며 유표는 지방 유지들과 연합세력을 구축하여 형주 일대를 장악하였다. 강동의 호랑이라고 불렸던손견은 비록 비명횡사 했으나 그가 남긴 충실한 측근들의 도움으로 아들 손책은 강남 일대에서 세력을 열심히 키우고 있었다. 서쪽은 유장이 익주를 손에 쥐고 왕 노릇하였으며 그 북쪽에는 마등등 수많은 군웅들이 자기 사병을 키우고 있었다.
동탁은 여포와 사도 왕윤에게 살해당했다. 하지만 여포는 동탁의 부하들(이각, 곽사, 장제, 번조)의 연합군에게 반격을 당했고 여포는 천하를 종횡하였다.
195년 8월, 헌제는 이각과 곽사의 압박으로부터 벗어나기 위해 장안을 빠져나와 동쪽으로 위험한 방랑을 하면서 자신을 지지해줄 사람을 찾았다. 한나라의 황제였음에도 불구하고 이미 그에겐 어떤 권위도 권력도 없었으며 탈주한 그를 따르는 백관은 고장 백여 명 남짓에 불과했으며 식량도 구하기 어려워 그날 그날 끼니도 제대로 해결하기 힘들었다고 한다.
그럼에도 불구하고 다른 군벌들은 황제를 돕는데 소극적이었는데 대부분 한나라 황실의 보호자라는 명망이 가져다 줄 수 있는 장기적 이익보다는 당장 눈 앞의 이익에 더 관심이 많았으며 여전히 막강했던 이각 곽사의 군대와 대결하는 것 역시 큰 부담이었다. 무엇보다도 황제를 보호하고 군벌들 위에 서려고 하는 순간 다른 모든 실력자들의 공적이 될 수도 있다는 점에서 황제 호위는 큰 모험이었다. 하지만 조조는 모사 순욱의 제안에 따라 군을 이끌고 이각 곽사와 대결하여 승리하고 황제의 신변을 확보하게 된다.
조조는 189년 겨울에 군사를 일으켰다. 뛰어난 군 지휘관이자 전략과 전술에 밝았던 조조는 황건 잔당을 격파하며 세력을 키워갔고 이후 장막, 진궁등과 의기 투합하면서 연주 지역의 실력자로 부상하게 된다. 이후 그는 자신이 격파한 황건 잔당 중 정예 병사만을 모아 청주병이라는 특수 부대를 조직하였다. 군대의 규모보다 질을 중요시했던 조조는 평시에도 모든 것을 공유하는 생활 공동체 형태의 군대인 청주병을 조직했고 이들은 이후 수년 간의 집중적인 훈련과 실전경험을 통해 당대 가장 전투력이 높은 정예부대로 명성을 떨치게 된다.
194년, 조조는 서주의 도겸을 상대로 전쟁을 했는데, 이는 도겸의 부하였던 장개가 조조의 아버지 조숭을 살해했기 때문이었다. 도겸은 유비와 공손찬의 도움을 받았으나, 조조의 막강한 군사력으로 서주가 함락되는 듯 보였다. 그러나 조조는 자신이 없는 동안 여포가 연주에 침략했다는 소식을 들었고, 도겸에 대한 전쟁을 잠시 미루고 후퇴했다. 도겸은 그해 사망했고 서주를 유비에게 물려줬다. 이듬해인 195년, 조조는 여포를 연주에서 쫓아냈다. 여포는 서주로 도망갔고, 유비에게 몸을 의탁했다가 이번엔 유비를 배신하고 서주를 갈취한다.
196년, 헌제의 신변을 확보한 조조는 파괴된 낙양 대신 허창으로 수도를 바꾸고 파산한 빈농들에게 빈 땅을 나누어 주고 집단 농장으로 운영하는 둔전제를 시행했다. 비록 높은 세금(농산물의 40~60%)을 부과하기는 했지만, 농부들은 안정적으로 군사들에게 보호를 받으며 농사를 지을 수 있다는 것에 기뻐했다. 둔전제의 성공으로 조조는 빠르게 전후 재건에 성공하면서 경제력으로 주변의 경쟁자들을 앞서게 되었다.
조조가 황제를 등에 업고 정치적 명분을 차지하자 197년에 원술은 중 (후한)의 황제가 되었다. 그러나 이는 다른 군벌들의 분노를 불러온 실수였고, 또한 그의 부하였던 손책과 본격적으로 대립하게 되었다. 손책은 장굉과 공동으로 격문을 작성해 원술에게 스스로 황제가 되기를 중단하라 했으나 원술이 이 조언을 듣지 않고 스스로 황제를 참칭하자 손책은 이것을 명분으로 삼아 원술에게서 독립하였다. 이후 손책은 양주의 군주들이었던 유요, 왕랑, 엄백호를 차례로 물리치고 강남의 새로운 강자로 부상하게 된다. 이에 조조는 손책, 유비, 여포 등과 연합을 하고 원술을 격파한다.
하지만 이는 어디까지나 적을 하나씩 무너뜨리려는 조조의 계책이었으며 애초부터 손책, 유비, 여포 모두 조조에겐 굴복시켜야 할 정적들일 뿐이었다. 이번엔 조조는 여포에게 배신을 당했던 유비를 이용해 서주를 공격했다. 여포는 조조의 치밀한 계략에 빠져 자기 실력을 제대로 써보지도 못했고 결국 조조에게 사로잡혀 처형당한다.
원술과 여포가 멸망하자 이제 중원 지역에서 조조에게 맞설 수 있는 상대는 없었다. 조조는 하북을 장악한 원소와의 대결을 준비하며 조정에 대한 영향력을 보다 확고하게 다지는 한편 둔전제를 중원 전역으로 확대 실행하였다.
200년, 외척이었던 동승은 헌제로부터 지나치게 권력이 커진 조조를 암살하라는 밀명을 받았다. 그는 유비 등과 함께 거사를 준비했으나, 조조에 의해 발각되어 유비를 제외한 공모자들은 모두 처형되고, 유비는 북쪽의 원소에게로 도망쳤다.
황건 잔당들의 반란과 궁 내부의 위협들을 처리한 뒤, 조조는 공손찬을 상대로 승리한 원소에게로 눈을 돌렸다. 본래 명성도 세력도 조조보다 몇 수나 위였던 원소였으나 지난 몇년 간 무서운 기세로 성장한 조조에 대한 불안감은 커져만 갔다. 원소는 10만이 넘는 군대를 조직해 남하를 강행한다.
전쟁이 임박했을 때 원소의 승리를 점치는 의견이 다수였다. 비록 조조의 세력이 무섭게 커졌다곤 하지만 여전히 가용 가능한 자원에서 원소가 우위였다. 공손찬을 멸망시키고 당대 최강의 기병대를 손에 넣은 것 역시 원소의 장점이었으며 전국 각지에는 원소와 학연과 지연으로 묶여 있는 호족들이 널려 있었다. 또한 사방이 안정되어 있었던 원소와 달리 조조는 서쪽에는 마등, 남쪽에는 유표와 손책이 무시할 수 없는 세력을 가지고 버티고 있었기 때문에 원소와의 대결에 전 병력을 동원하기도 어려운 상황이었다. 단 조조에겐 다행히도 손책은 내부 반란자의 암살 시도에 걸려 사망했고 유표는 끝끝내 무엇이 유리한지를 놓고 재기만 하다가 기회를 놓친다.
조조는 관도 대전에서 원소와 충돌했다. 군사의 수적에서 불리한 열세에도 불구하고 조조는 승리했는데, 특히 원소의 군량창고에 불을 질러 군대의 밥줄을 끊은 것이 것이 가장 큰 요인이었다. 이때 조조는 불과 5천명의 병력만을 거느리고 자신이 직접 사지에 들어가는 과감함을 보여주었다. 유비는 형주의 유표에게로 도망쳤고, 원소의 군대는 궤멸되었다. 202년에, 조조는 원소의 죽음과 이후 원소의 아들들의 내분을 기회로 삼아 황하 북쪽으로 진격했다. 그는 204년에 업을 함락시키고, 기주, 병주, 청주, 유주를 차례로 점령한다. 207년에는 이보다 더 나아가 오환을 상대로 한 북방 정벌에서 승리를 거둔 후 화베이 평원에 대한 확실한 지배권을 얻었다. 이로써 북중국 전역이 조조의 손에 들어가게 되니 사실 상 중국의 절반을 조조가 제패한 형국이 되었다.

### 적벽 대전
208년에, 조조는 분열된 한나라를 통일하기 위해 남쪽으로 진군했다. 유표의 아들 유종은 조조에게 항복하고 형주를 넘겼으며, 조조는 거대한 수군을 손에 넣을 수 있었다. 그러나 장강 남쪽을 지배하고 있던 손책의 후계자 손권은 여전히 저항을 계속했다. 손권의 모사 노숙은 북쪽에서 도망쳐 온 유비와 동맹을 이끌어냈고, 주유는 손가를 섬기던 노장 정보와 함께 손권의 해군 제독에 임명되었다. 그 해 겨울, 손권과 유비의 연합군 5만 군대는 적벽에서 조조의 대함대와 20만 군대와 격돌했다. 압도적 열세에도 불구하고 연합군은 황개의 거짓 투항과 화공계의 성공으로 극적인 승리를 거두었다. 조조는 패배해 북으로 후퇴했고 이 때 생겨난 힘의 공백을 틈타 유비와 손권은 각각 촉과 오를 세울 수 있는 기반을 다지게 된다.
북쪽에 돌아 온 후, 조조는 회복기를 거쳐 다시 세력을 복구했고 211년에는 다시 팽창정책으로 나서 북서쪽 강족.저족을 병합하였다. 217년에는 그가 조종하는 헌제에 의해 위왕 작위를 받는다.
한편 유비는 적벽대전의 승세를 입고 형주의 태수들이었던 한현, 금선, 조범, 유탁을 물리치고, 214년에는 유장이 통치하던 익주를 점령하면서 천하의 한 축을 차지하게 된다.
어린 후계자였던 손권은 적벽 전투를 계기로 당당한 지도자로써의 권위를 획득하였다. 하지만 형주의 소유권을 두고 유비와의 갈등은 깊어져 갔고 둘의 연합은 갈수록 위태로워진다.
219년, 유비가 조조에게서 한중을 빼앗자 조조는 더 이상 유비의 세력확대를 두고 볼 수 없었기에 몰래 손권과 동맹을 맺고 형주를 쳤다. 손권의 장수여몽에 의해 관우는 잡혔고 결국 처형당했다.

### 삼국의 정립
220년 1월, 조조가 죽고, 그해 10월 조조의 아들 조비가 헌제에게 황제 자리를 내놓을 것을 강요하였으며, 결국 헌제에게 제위를 받아 한나라를 멸망시킨 조비는 낙양에서 자신이 황제임을 선언하고, 국호를 위(魏)로 선포하며 위나라를 건국한다. 221년, 유비는 멸망한 한을 재건하기 위해 스스로 황제임을 선언하며 촉한을 건국한다. 같은해에 위는 손권에게 오왕의 자리를 수여했다. 1년 후에, 촉은 관우를 죽인 것에 대한 보복으로 오에 전쟁을 선포했다. 유비는 손권의 지휘관 육손에 의해 대패하고, 촉으로 후퇴한 뒤 곧 사망했다. 유비가 죽은 후, 오와 촉은 위를 상대하기 위해 다시 친밀한 관계를 맺었다. 222년, 손권은 조비가 내려준 직책을 거부했고, 229년 스스로 황제임을 선언하며 오나라를 건국한다.
북쪽은 완전히 위가 점령했고, 남서쪽은 촉이, 남쪽과 동쪽은 오가 지배했다. 국경 외부는 중국 사람들에게는 제한된 곳이었다. 예를 들어, 촉의 정치적 지배권은 남쪽(현재의 윈난성과 미얀마)의 남만에 까지는 미치지 못했다.

### 안정
223년, 유비가 패배하고 사망하자 유선이 황제의 자리에 올랐다. 유비가 이릉대전에서 패배한 후 촉과 오의 적대기간은 끝났으며, 두 국가 모두 내부 문제와 외부의 적(위)에 집중하기를 원했다. 손권은 이 전쟁의 승리로 촉이 형주를 노릴것이라는 두려움에서 벗어났고, 이후 남동쪽의 원주민이었던 백월에 시선을 돌릴 수 있었다. 224년, 제갈각은 약 십만명의 백월인으로부터 항복을 받아내면서 3년간에 걸친 전쟁을 끝냈다. 그들 중 약 4만명 정도가 오의 군사에 편입되었다. 그동안 촉 역시 남쪽의 원주민들에 의해 골치를 썩고 있었다. 남만은 촉에 대항해 반란을 일으켰으며 익주의 도시들을 점령했다. 제갈량은 남쪽 지역의 중요성을 인식하고, 촉군에게 남쪽으로 진격할 것을 명했다. 그는 남만의 대장 맹획과 몇번의 전투를 벌였고, 결국 맹획은 항복했다. 남만인들은 촉의 수도였던 성도에서 사는 것이 허락되었고, 또한 군대에도 남만부대가 생겼다.

### 제갈량의 북벌
제갈량의 남만 정벌이 끝나자, 촉은 북쪽으로 시선을 돌릴 수 있었다. 227년에 제갈량은 촉의 주력 군대를 한중으로 이동시켰고, 위와의 전쟁을 시작했다. 이듬해에 제갈량은 조운과 함께 기산을 공격했다. 그러나 선봉이었던 마속이 가정 전투에서 전략에 의해 패배를 하고 만다. 그 후 6년동안 제갈량은 몇번의 공격을 더 했으나, 물자 공급문제로 인해 성공하지 못했다. 234년 제갈량은 마지막 북벌을 감행했고, 웨이허 남쪽의 오장원에서 전투를 했다. 그러나, 그해 제갈량의 죽음으로 인해 다시 한번 후퇴할 수 밖에 없었다.

### 오와 남쪽
제갈량이 북벌을 할 동안, 오나라는 위나라가 침입하는 것을 계속해서 막고 있었다. 특히 합비근처는 적벽 대전 이후부터 계속해서 오와 위 사이의 긴장이 계속되고 있던 지역이었다. 계속해서 치열한 전투가 벌어졌기 때문에, 합비의 거주자들은 결국 장강 남쪽으로 이사할 수 밖에 없었다. 제갈량이 죽은 뒤, 화이허남쪽에 대한 위의 공격은 더욱 거세졌지만, 그럼에도 불구하고 위는 오의 수비선을 쉽게 뚫을 수 없었다.
손권의 긴 재위기는 오나라의 전성기로 여겨지고 있다. 북쪽에서 이주해 온 사람들과 백월족 이주민들로 인해 농사를 지을 인력이 풍부해 졌다. 또한 바다를 통한 운송업도 발전해 만주나 타이완 등으로의 바다 여행도 가능해졌다. 오의 상인들은 현재의 베트남 북쪽 지역이나 캄보디아 등과도 교역했다. 경제가 번영한 것과 같이 문화나 예술 역시 발전했다. 낙양남쪽에 불교가 처음 들어온 것 역시 이때였다.

## 삼국 시대의 끝
230년대 후반부터 조씨 가문과 사마씨 가문사이의 긴장감이 두드러지기 시작했다. 조진이 죽은 후, 조상과 사마의간의 파벌싸움이 시작되었다. 조상은 그와 가까운 사람들을 요직에 앉혔으며, 그를 위협할 수 있는 사마의를 배척했다. 위나라에서 땅을 가장 많이 가지고 있던 가문 중 하나였던 사마씨 가문은 사마의의 군사적 성공에 힘입어 그 세력이 커졌다. 게다가 사마의는 매우 능력있는 전략가이자 정치가였다. 238년에 사마의는 공손연의 반란을 진압하고 랴오둥반도를 정부의 직접통치하에 두었다. 결국, 그는 조상과의 힘싸움에서 이긴 셈이었다. 조상과 그의 가족들이 고평릉으로 간 틈을 타 사마의는 낙양에서 쿠데타를 일으켰다. 많은 사람들이 사마씨 가문에 대해 대항했는데, 그중 하나가 바로 죽림칠현이었다. 죽림칠현중 하나였던 혜강은 조상의 몰락 이후에 사마의에 의해 처형당했다.

### 촉의 멸망
제갈량이 죽은 후, 그가 차지하고 있던 승상자리는 장완과 비위, 동윤이 차지했다. 그러나 258년 이후, 촉의 정치는 환관들에게 조종당했고 점차 부패하기 시작했다. 제갈량의 후임이었던 강유의 노력에도 불구하고, 촉은 점점 무너져 갔다. 263년에 위는 세갈래로 공격을 진행했고, 촉군은 한중에서 후퇴할 수 밖에 없었다. 강유는 황급히 검각에 수비진을 폈으나, 사람이 다니지 않았던 험준한 지역인 음평을 통해 진군해 온 위의 등애에 의해 측면을 공격당했다. 그해 겨울 등애에 의해 수도인 성도가 함락되고, 황제 유선은 항복했다. 결국 촉나라는 43년 만에 멸망했다. 유선은 낙양에서 위나라에 의해 "안락공"에 봉해졌다.

### 위의 멸망
260년 조모가 사마소를 죽이려 했다가 오히려 사마소에게 살해당한 후, 그 뒤를 이어 조환이 황제의 자리에 올랐다. 곧이어, 사마소가 죽고 그의 "진왕"작위를 아들 사마염이 물려받았다. 사마염은 바로 황제가 되려는 생각을 품었으나, 거센 반대에 부딪혔다. 그러나 신하들의 간언에 따라 조환은 조모와는 달리 황제의 자리를 내어 줄 생각을 하게 되었다. 265년, 사마염은 조환에게서 제위를 받아 위나라를 멸망시키고 서진을 건국한다. 이것은 45년 전 조비가 한을 멸망시키고 위를 건국한 것과 같은 상황이었다.

### 오의 멸망
손권이 죽은 후 어린 손량이 252년 황제의 자리에 올랐고, 오는 급속도로 몰락하기 시작했다. 촉의 멸망은 위나라가 오에 집중할 수 있는 계기가 되었다. 유선이 항복한 후 사마염(사마의의 손자)은 265년, 위의 황제를 몰아내고 새로운 황제가 되면서 45년간 이어진 조위를 멸망시키고 서진을 건국한다. 서진이 생겨난 후 오의 황제였던 손휴가 사망했고, 신하들에 의해 손호가 황제에 자리에 올랐다. 손호는 촉망받던 영재였으나, 황제의 자리에 오른 후 급격히 포악해져 자신에게 간언을 하는 신하들을 처형하거나 유배보냈다. 269년, 진의 남쪽을 지휘하고 있던 양호는 왕준과 함께 지금의 쓰촨성 지역에서 오를 정벌할 준비를 하기 시작했다. 4년후, 오나라의 육항이 유능한 후계자 없이 사망했다. 278년 말엽에 왕준을 비롯한 여러 중신들이 사마염에게 손호가 지배하는 지금이 아니면 오나라를 멸망시킬 수 없다고 조언했으며 사마염은 이를 받아들여 오토벌을 명령했다. 279년 겨울, 사마염의 명에 의해 서진이 공격을 시작했고, 쓰촨 성 지역의 함대는 강을 따라 형주로 향했으며, 장강을 따라 건업(현재의 난징시)에서 강릉까지 다섯군데를 동시에 공격했다. 이런 맹공에 결국 건업은 280년 3월에 함락당한다. 손호는 항복하고, 봉토를 받아 그 봉토에서 생을 마감하게 되었다. 이로써 삼국 시대는 끝났고, 약 300여년간의 혼란의 시대가 시작되었다.

## 인구
황건의 난 이후에 중원에 심각한 기근이 왔다. "170년 봄에, 하내의 몇몇 부인이 남편을 먹었고 하남의 몇몇 남편이 부인을 먹었다"라는 기록처럼 식인 풍습이 널리 퍼졌다. 동탁이 집권하고서 군대를 동원해 많은 여자를 납치하고 강간했다. 동탁 에 반대하는 연합이 결성되자 동탁은 낙양의 백성에게 낙양의 모든 궁궐과 절과 공관서와 민가를 불태우고 장안으로 이주하라고 명령했고 인구는 결국 급감했다. 조조가 서주를 침략했을 때 백성 수십만 명을 생매장했고 강은 막혀 마을이 회복되지 못했다. 이각 (후한)이 관중 (지명)을 침략했을 당시 백성 수십만 명이 있었고 이각의 명령하에 군대가 약탈해 결국 서로 잡아먹는 현상까지 나타났다.
아래 표에서 보듯이 삼국시대의 인구 감소는 심각한 수준이었다. 후한 말기에서 서진으로 통일될 때까지 125년밖에 안 되는 기간이었으나 인구는 약 35% 정도밖에 남지 않았다. 그 후 수 시대까지도 인구가 회복되지 못했고 인구 중에 군사 비율이 매우 높은 시기였다. 예컨대 촉의 인구가 900,000명이었을 당시 군사는 100,000명으로 군사가 전 국민의 10% 이상을 차지했다. 《삼국지》에 삼국시대의 인구가 기록되어 있다. 중국의 다른 많은 역사 기록이 그렇듯이 이 인구 수도 실제 인구 수보다 적은 수일 가능성이 있는데 이것은 인구조사가 부정확했을 수 있고 세금 회피자들이 기록되지 않았기 때문이라서 《삼국지》 모든 시기(184년~280년)의 중국 인구 수는 3,000만 명에서 5,000만 명으로 추정된다.
| 왕조 | 년도 | 가구       | 인구       | 비고                                                                     |
| ---- | ---- | ---------- | ---------- | ------------------------------------------------------------------------ |
| 후한 | 156  | 10,679,600 | 56,486,856 |                                                                          |
| 촉한 | 221  | 200,000    | 900,000    |                                                                          |
| 촉한 | 263  | 280,000    | 1,082,000  | 촉한이 멸망했을 당시, 병사는 102,000명이었고 관리는 40,000명이 있었다.   |
| 동오 | 238  | 520,000    | 2,567,000  |                                                                          |
| 동오 | 280  | 530,000    | 2,535,000  | 오가 멸망했을 때 관리 32,000명과 병사 230,000명과 후궁 5,000명이 있었다. |
| 조위 | 260  | 663,423    | 4,432,881  |                                                                          |
| 서진 | 280  | 2,495,804  | 16,163,863 | 진이 중국을 재통일했을 당시가 이 시대에서 인구가 제일 많았다.            |

## 경제
후한 말기, 자연재해와 사회적 불안정때문에 경제 상황이 급속도로 안 좋아졌고, 결국 많은 농지가 버려졌다. 몇몇 지방관리들과 귀족들은 그들 스스로를 지키기 위해 요새를 세우고, 농사를 지어 점차적으로 자급자족 체제를 마련했다. 이런 요새와 영지체계는 경제에 많은 영향을 미쳤다. 게다가 왕실의 몰락으로 인해, 헌 동전을 녹여서 주조하는 것이 아니라 새로 돈을 주조했기 때문에, 국가가 아닌 개인이 주조한 동전들이 등장하기 시작했다. 결국 삼국시대에는 새로 주조한 동전은 화폐로써의 역할을 거의 하지 못했고, 결과적으로 비단과 곡식들이 화폐의 역할을 주로 하게 되었다.
삼국시대의 지역적인 분열은 결국 후의 경제에도 많은 영향을 미쳤다. 심지어 삼국시대로부터 약 700년이나 지난 북송시대에도 중국의 지역 경제권은 크게 3지역으로 나뉘어 있었다.

## 역대 황제

### 위(魏)
| 대수  | 묘호                               | 시호                                              | 성명       | 연호                                                                       | 재위기간      | 능호           |
| ----- | ---------------------------------- | ------------------------------------------------- | ---------- | -------------------------------------------------------------------------- | ------------- | -------------- |
| -     | -                                  | 고황제 (高皇帝) (위 문제 추숭)                    | 조등(曹騰) | -                                                                          | -             | -              |
| -     | -                                  | 태황제 (太皇帝) (위 문제 추숭)                    | 조숭(曹嵩) | -                                                                          | -             | -              |
| -     | 위 태조 (魏太祖)                   | 무황제 (武皇帝) (위 문제 추숭)                    | 조조(曹操) | -                                                                          | -             | 고릉(高陵)     |
| 제1대 | 위 세조 (魏世祖) (위 고조(魏高祖)) | 문황제 (文皇帝)                                   | 조비(曹丕) | 황초(黃初) 220년 ~ 226년                                                   | 220년 ~ 226년 | 수양릉(首陽陵) |
| 제2대 | 위 열조 (魏烈祖)                   | 명황제 (明皇帝)                                   | 조예(曹叡) | 태화(太和) 227년 ~ 233년 청룡(靑龍) 233년 ~ 237년 경초(景初) 237년 ~ 239년 | 226년 ~ 239년 | 고평릉(高平陵) |
| 제3대 | -                                  | 소황제 (少皇帝) (제왕(齊王)) (소릉여공(邵陵厲公)) | 조방(曹芳) | 정시(正始) 240년 ~ 249년 가평(嘉平) 249년 ~ 254년                          | 239년 ~ 254년 | -              |
| 제4대 | -                                  | 폐황제 (廢皇帝) (고귀향공(高貴鄕公))              | 조모(曹髦) | 정원(正元) 254년 ~ 256년 감로(甘露) 256년 ~ 260년                          | 254년 ~ 260년 | -              |
| 제5대 | -                                  | 원황제 (元皇帝)                                   | 조환(曹奐) | 경원(景元) 260년 ~ 264년 함희(咸熙) 264년 ~ 265년                          | 260년 ~ 265년 | -              |

### 촉한(蜀漢)
| 대수  | 묘호             | 시호                                                  | 성명       | 연호                                                                                        | 재위기간      | 능호       |
| ----- | ---------------- | ----------------------------------------------------- | ---------- | ------------------------------------------------------------------------------------------- | ------------- | ---------- |
| 제1대 | 한 열조 (漢烈祖) | 소열황제 (昭烈皇帝) (선주(先主))                      | 유비(劉備) | 장무(章武) 221년 ~ 223년                                                                    | 221년 ~ 223년 | 혜릉(惠陵) |
| 제2대 | -                | 효회황제 (孝懷皇帝) (후주(後主)) (안락사공(安樂思公)) | 유선(劉禪) | 건흥(建興) 223년 ~ 237년 연희(延熙) 238년 ~ 257년 경요(景耀) 258년 ~ 263년 염흥(炎興) 263년 | 223년 ~ 263년 | -          |

### 오(吳)
| 대수  | 묘호                            | 시호                                                           | 성명       | 연호 | 재위기간      | 능호           |
| ----- | ------------------------------- | -------------------------------------------------------------- | ---------- | --- | ------------- | -------------- |
| -     | 오 시조 (吳始祖) (오 대제 추숭) | 무열황제 (武烈皇帝)                                            | 손견(孫堅) | - | -             | 고릉(高陵)     |
| -     | -                               | 장사환왕 (長沙桓王) (오 대제 추숭)                             | 손책(孫策) | - | -             | -              |
| -     | -                               | 오왕 (吳王)                                                    | 손권(孫權) | 황무(黃武) 222년 ~ 229년 | 220년 ~ 229년 | -              |
| 제1대 | 오 태조 (吳太祖)                | 대황제 (大皇帝)                                                | 손권(孫權) | 황룡(黃龍) 229년 ~ 231년 가화(嘉禾) 232년 ~ 238년 적오(赤烏) 238년 ~ 251년 태원(太元) 251년 ~ 252년 신봉(神鳳) 252년                                                                            | 229년 ~ 252년 | 장릉(蔣陵)     |
| 제2대 | -                               | 폐황제 (廢皇帝) (유주(幼主)) (회계왕(會稽王)) (후관후(候官侯)) | 손량(孫亮) | 건흥(建興) 252년 ~ 253년 오봉(五鳳) 254년 ~ 256년 태평(太平) 256년 ~ 258년 | 252년 ~ 258년 | 관후묘(官侯墓) |
| 제3대 | -                               | 경황제 (景皇帝)                                                | 손휴(孫休) | 영안(永安) 258년 ~ 264년 | 258년 ~ 264년 | 정릉(定陵)     |
| -     | -                               | 문황제 (文皇帝) (오 말제 추숭)                                 | 손화(孫和) | - | -             | 명릉(明陵)     |
| 제4대 | -                               | 말황제 (末皇帝) (오정후(烏程侯)) (귀명후(歸命侯))              | 손호(孫皓) | 원흥(元興) 264년 ~ 265년 감로(甘露) 265년 ~ 266년 보정(寶鼎) 266년 ~ 269년 건형(建衡) 269년 ~ 271년 봉황(鳳凰) 272년 ~ 274년 천책(天冊) 275년 ~ 276년 천새(天璽) 276년 천기(天紀) 277년 ~ 280년 | 264년 ~ 280년 | -              |

## 삼국 시대를 소재로 하는 작품

### PC 및 콘솔 게임
- 삼국지 시리즈

삼국지 토탈워

### 아케이드 게임
- 천지를 먹다 시리즈
- 진·삼국무쌍 시리즈

### 영화
- 적벽대전: 거대한 전쟁의 시작
- 적벽대전 2: 최후의 결전

## 같이 보기
- 삼국 시대 - 한국의 삼국 시대
- 삼국지연의